# Таравера (вулкан)
Таравера (англ. Mount Tarawera) — вулкан на Північному острові в регіоні Бей-оф-Пленті Нової Зеландії в межах старішої, але продуктивної вулканічної кальдери Окатайна. Розташований за 24 кілометри на південний схід від міста Роторуа, він складається з серії куполів ліпаритової лави, які були розколоті посередині вибуховим базальтовим виверженням у 1886 році. Хоча виверження 1886 року було базальтовим, дослідження показали, що в попередніх недавніх ліпаритових виверженнях був лише невеликий базальтовий компонент. Це виверження було одним із найбільших історичних вивержень Нової Зеландії, внаслідок якого загинуло близько 120 людей. Тріщини простягаються приблизно на 17 км із північного сходу на південний захід.
Куполи, які є складовими частинами вулкана, включають: купол Руавагія (найвищий — 1111 метрів), купол Таравера і купол Ваганґа. Вулкан оточений кількома озерами, більшість із яких утворилися чи радикально змінилися внаслідок виверження 1886 року. До них відносяться озера Таравера, Ротомагана, Реревгакааїту, Окатайна, Окарека, Тікітапу/Блакитне та Ротокакагі/Зелене. Річка Таравера протікає на північний схід через північний схил гори від озера Таравера.
У 2000 році гора була передана в оренду підплемені Нгаті Ранґітігі. У 2002 році плем'я припинило раніше вільний доступ громадян до гори. Це рішення викликало обурення жителів міста та округу Роторуа.

## Історія

### Виверження Окарека
«Виверження Окарека», яке спричинило викид тефри, датовано 23 535 ± 300 роками тому. При цьому було викинуто близько 12 км³ тефри (але можливо і менше), щонайбільше за кілька днів або тижнів. Пов'язана з виверженням гірська споруда, ймовірно, була на обох кінцях комплексу та включала в себе сучасні елементи на західному кінці комплексу, такі як купол Ротомагана (434 м) і острів Патіті (пік висотою 404 м), який знаходиться посередині озера Ротомагана. Лавові поля на східній частині комплексу походять із джерел, які, швидше за все, поховані під час виверження Вайогау (відбулося 14 000 ± 155 років тому), мають об'єм щонайменше 5 км³, і на його формування знадобилося б кілька років. Затока Окарека — це окрема, але прилегла вулканічна структура в кальдері Окатайна, відповідальна за викид тефри Роторуа.

### Виверження Реревгакааїту
«Виверження Реревгакааїту» було нещодавно повторно датовано часом в 17 496 ± 462 роки тому, що приблизно припадає на час завершення останнього льодовикового періоду, з об'ємом викинутої тефри близько 7,5 км³. Інші історичні джерела свідчать про більший обсяг викинутих порід. Виверження включало три виливи ліпаритової магми загальним об'ємом близько 5 км³. Південний (1024 м) і Західний (446 м) куполи також були сформовані в цей час, а витік лави в 2 км³ знову тривав кілька років після значно коротшої фази виверження тефри.

### Виверження Вайогау
«Виверження Вайогау» відбулося 14 009 ± 155 років тому. Були сформовані куполи Канакана (925 м) та Східний (529 м). Приблизний загальний об'єм п'ятнадцяти або більше вивержень тефри Вайогау та деякої кількості лави становив 2 км³. Під час одного з вивержень сталося структурне руйнування тодішньої гори.

### Виверження Кагароа

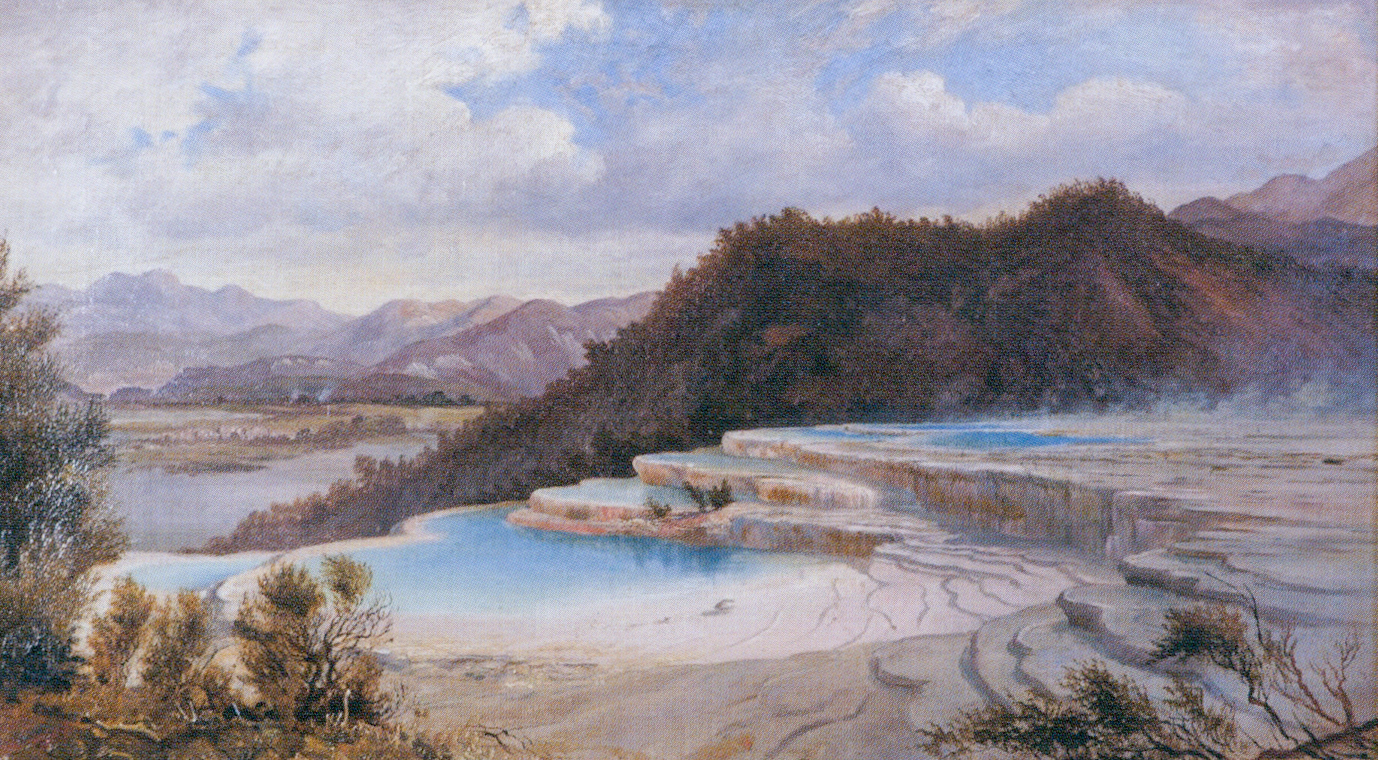
Картина «Вид на Рожеву терасу», Чарльз Блумфілд, (1887)

Виверження вулкана Таравера відбулося в 1314±12 роках н. е. і одержало назву «виверження Кагароа». Це сталося лише через кілька років після першого поселення маорі на території Нової Зеландії, яке відбулося приблизно в 1280 році н. е., хоча тепер вважається, що більш масове заселення островів відбулося лише в 1320—1350 роках нашої ери. плінієва фаза цього виверження складалася з 11 окремих епізодів з показником сили експлозії VEI 4 хоча, можливо, є ще дві дискретні менші плінієві фази у двоетапному виверженні, щонайменше з двох різних жерл вздовж тріщини завдовжки 8 км. Загальний еквівалент щільної породи (DRE) становив щонайменше 9,1 км³. Виверження поширювало тефру Кагароа з дуже низьким вмістом необхідного мінералу кобальту (відсутність кобальту є чинником хвороби худоби у Новій Зеландії) від східного узбережжя півострова Окленд, вниз по півострову Коромандел і через Тараверу в південно-східному напрямку до північної частини затоки Гок-Бей біля півострова Магія. Загальний об'єм виверженого матеріалу більш ніж у 5 разів перевищував обсяг виверження 1886 року і, як стверджується, становив щонайменше 15 км³ тефри. При цьому виверженні були сформовані куполи Руавагія (1111 м), Таравера (874 м), Ваханга (1025 м) і кратер (1095 м).

### Виверження 1886 року

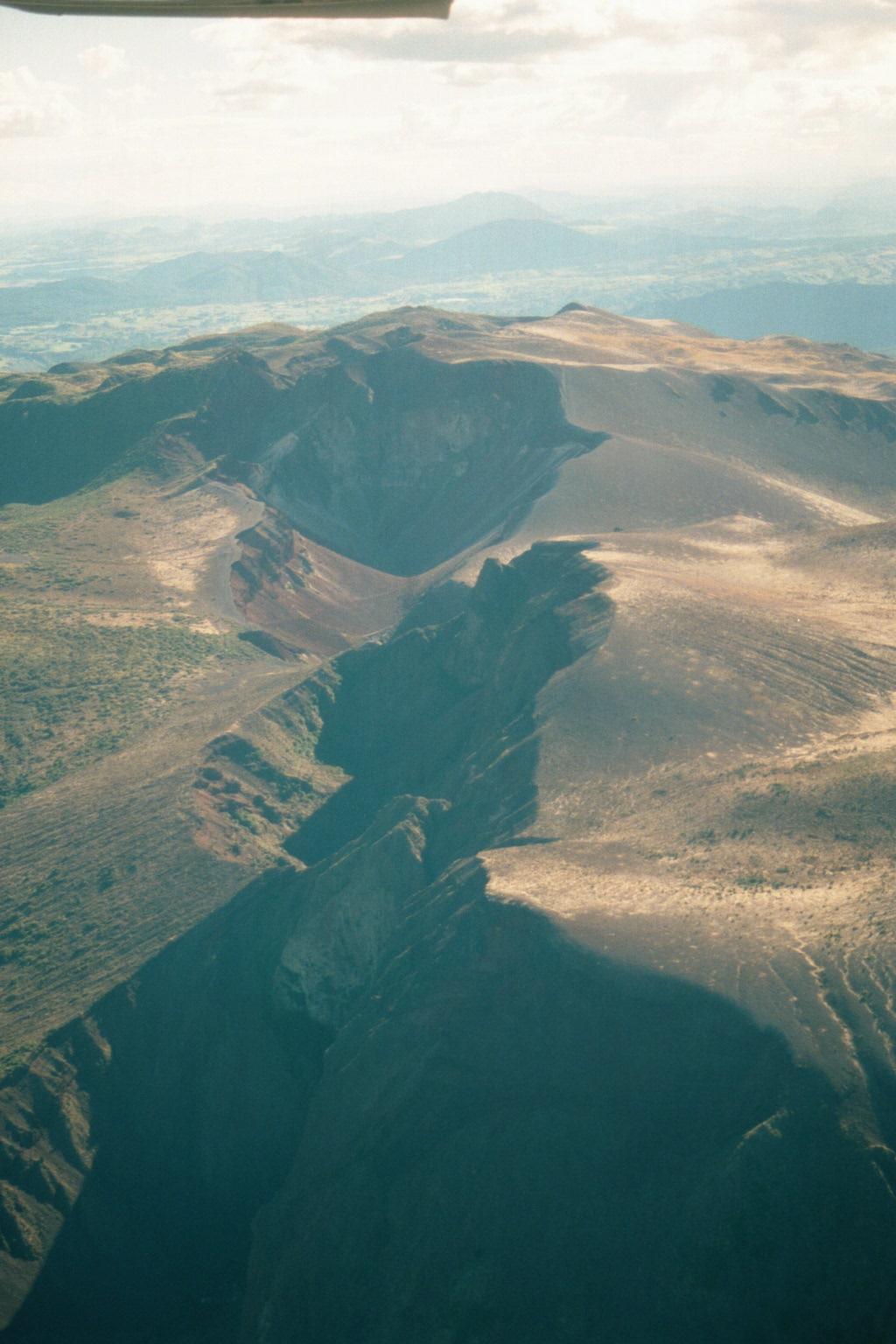
Вулканічний кратер

Невдовзі після півночі, вранці 10 червня 1886 року в окрузі Роторуа відчулася серія з понад 30 дедалі сильніших землетрусів, а о 2:45 ночі три вершини вулкана Таравера спалахнули, викинувши три окремі стовпи диму та попелу на тисячі метрів у небо. Близько 3:30 ранку почалася найбільша фаза виверження; вентиляційні отвори в Ротомагана викликали пірокластичний сплеск, який знищив кілька сіл у радіусі 6 кілометрів, а Рожева та Біла тераси виявилися знищеними. Нещодавні дослідження з використанням математичного моделювання подій на пізній стадії виверження Ротомагана узгоджуються з оповіданнями очевидців; які описували виверження як «киплячий горщик».

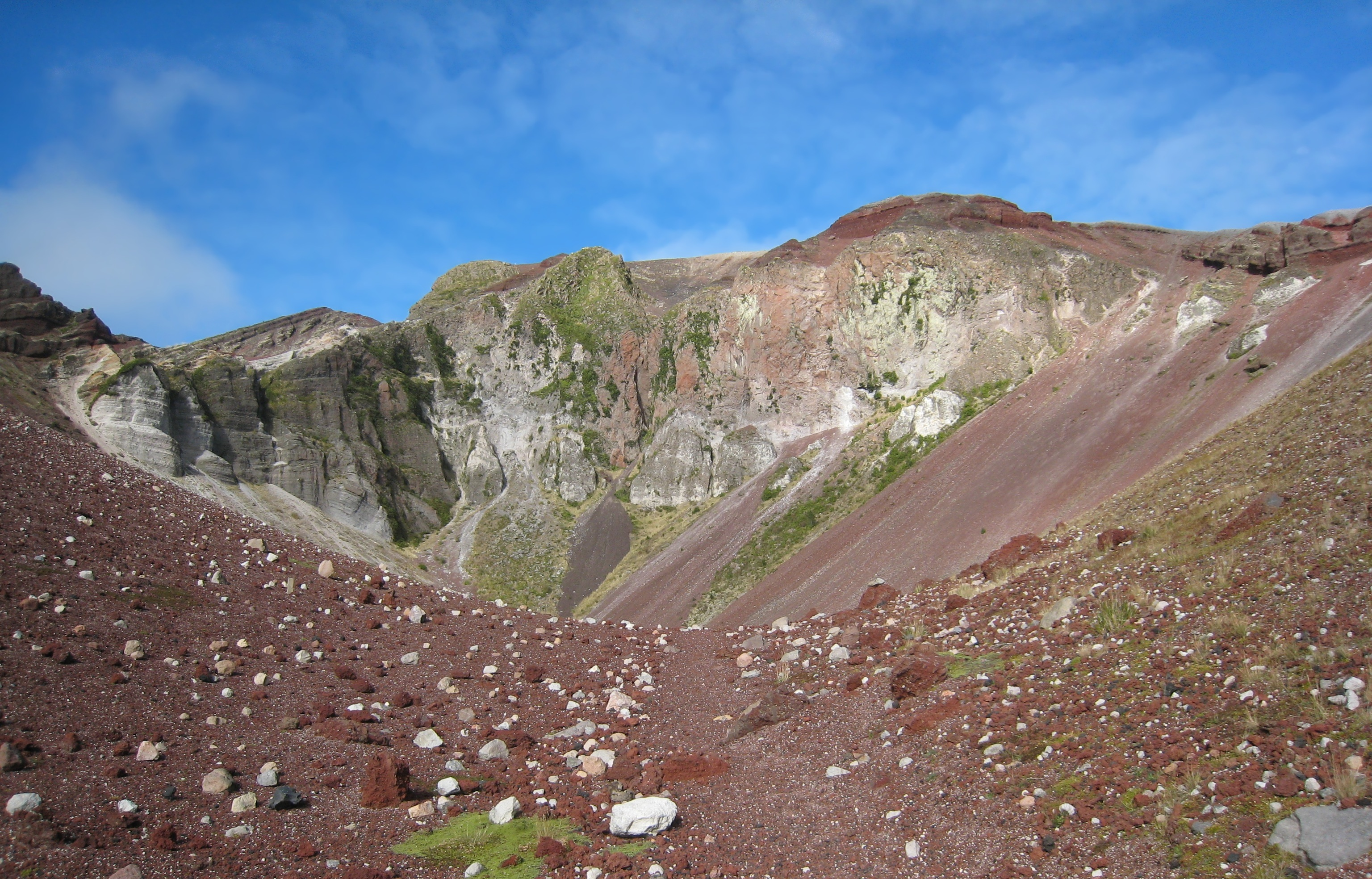
Зруйновані скелі зі шлаку оточують розлом вершини

Населені іві Нґаті Рангітігі та Тугоурангі поселення, навколо рукава Арікі озера Таравера, зокрема Моура, Коуту, Кокотайя, Піріпай, Пукекіоре та Отуапане, Тапахоро, Те Вайроа, Тотарарікі та Вайнгонгоро, були поховані під попелом або знищені. З них Те Вайроа зараз є туристичною визначною пам'яткою і описується як «поховане село». Офіційно повідомляється про 153 загиблих, і ще багато людей змушені були покинути свої поселення, що робить виверження найбільш смертоносним в історії Нової Зеландії. Ті, хто вижив, стали біженцями у своїй країні на покоління.
Також вважається, що виверження знищило всесвітньо відомі Рожеву та Білу тераси. Однак через 125 років після виверження невелику частину Рожевих терас було знову виявлено під озером Ротомагана. Це сталося завдяки відкриттю раніше невідомого дослідження озера Ротомагана 1859 року Фердинанда фон Гочстеттера, яке було розшифровано та опубліковано між 2016 і 2019 роками. Ці унікальні первинні дані вказують на те, що Рожева, Чорна та Біла тераси зараз розташовані вздовж нинішніх берегів озера. Існує ймовірність того, що тераси або їх частини можуть лежати під землею, і в результаті тераси більше не можна вважати зруйнованими .

## Фантом вака

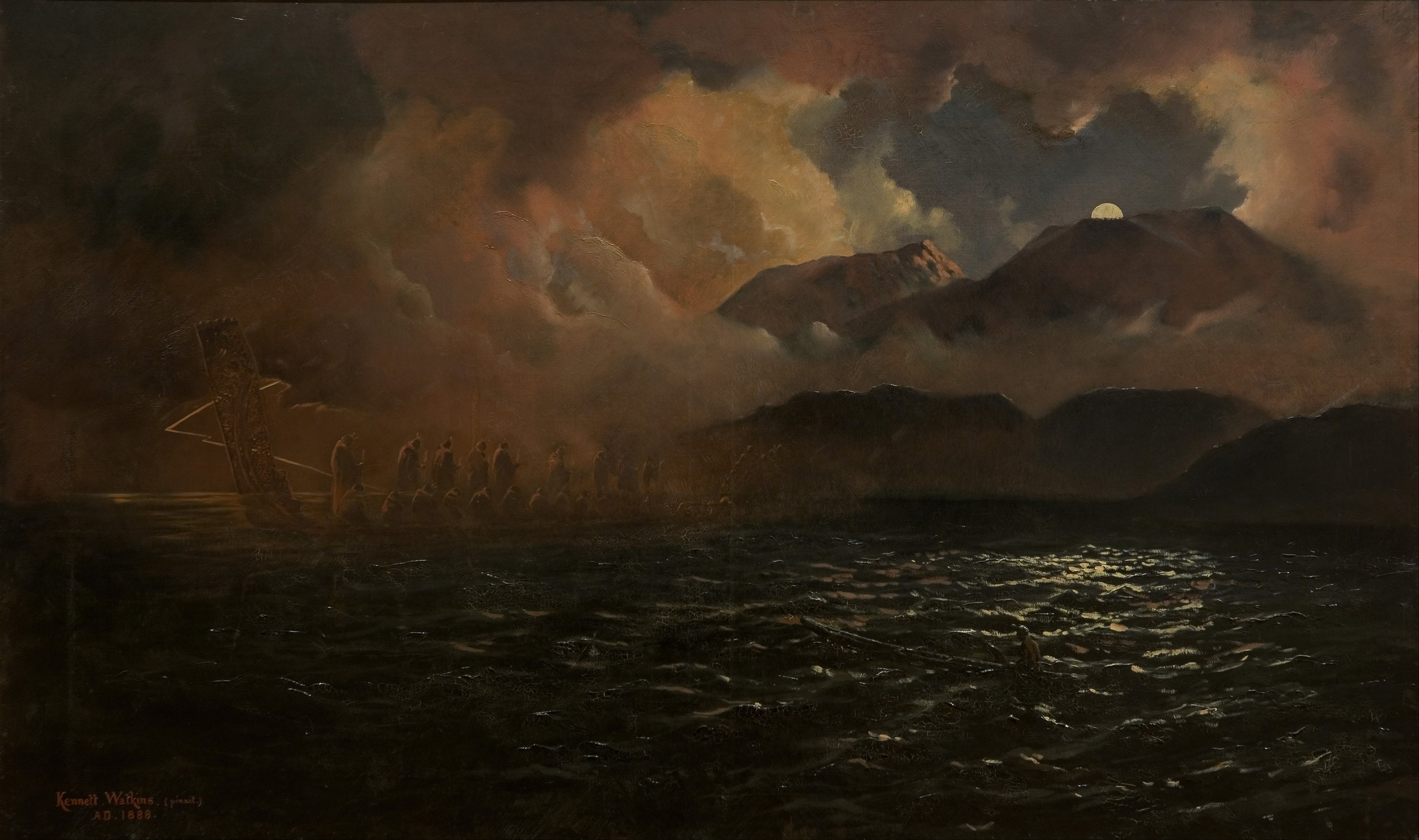
«Примарне каное: Легенда про озеро Таравера», Кеннет Воткінс

Одна з легенд, пов'язаних з виверженням 1886 року, стосується примарної ваки (каное). За одинадцять днів до виверження, туристи, які поверталися на човні з терас озером Ротомагана, побачили, що до їхнього човна наблизилося щось, схоже на вака, але за півмилі від них марево зникло в тумані. Одним зі свідків був священнослужитель, місцевий маорі з іві Те Арава. Ні в кого навколо озера не було такого бойового каное, і нічого подібного на озері не бачили багато років. Цілком можливо, що підйом і спад рівня озера, викликаний тріщинами перед виверженням, звільнив могильну ваку з місця спочинку. Маорі традиційно померлих прив'язували у вертикальному положенні. Було опубліковано ряд листів від туристів, які пережили подію.
Хоча скептики стверджували, що це просто відображення, побачене у тумані, старійшини племені Те Вайроа стверджували, що це вака вайруа (каное духів) і є передвісником загибелі. Було припущення, що вака насправді була блукаючою хвилею на воді, спричиненою сейсмічною активністю під озером, але місцеві жителі вважають, що сигналом про майбутнє виверження стане повторна поява ваки.

## Геологія
Вулкан Таравера розташований в межах кальдери Окатайна вулканічного центру Окатайна в центральному сегменті вулканічної зони Таупо. У цьому ліпариттовому сегменті переважає експлозивна кальдера. Фактична базальтова дайка виверження 1886 року має довжину 15 кілометрів і простягається від виверженої тріщини вулкана Таравера до озера Ротомагана та має залишкову гідротермальну гарячу точку у вулканічній рифтовій долині Вайманґу. У цій точці дайка та лінійна лінія вентиляційних отворів співпадає з розломом Таупо .

## Галерея
|               |
| Вид з півночі |

|                            |
| Крупний план однієї прірви |

|                          |
| Південно-західна сторона |

|                                                                         |
| Вид на озеро Роторуа з супутника; Гора Таравера в нижньому правому куті |

|                                  |
| Гора Таравера за озером Таравера |

## Нотатки
1. ↑  Підплем'я Нгаті Ранґітігі — є частиною великої конфедерації  іві та хапу (племен та кланів) Те Арава[en] маорійського народу Нової Зеландії.
2. ↑  Час датування виверження Реревгакааїту нещодавно було змінено та перенесено вперед.
3. ↑  Час датування виверження Вайогау нещодавно було змінено та перенесено назад.
4. ↑  Кобальт необхідний для обміну речовинами всіх тварин. Це ключовий компонент кобаламіну, також відомого як вітамін В12, основного біологічного резервуара кобальту як ультрамікроелемента.